# إلسي جاكوبس
إلسي جاكوبس (بالفرنسية: Elsy Jacobs) مواليد 5 مارس 1933 في لوكسمبورغ - الوفاة 28 فبراير 1998 في لوكسمبورغ، كانت دراج في صنف سباق الدراجات على الطريق.

## سجل النتائج

### سباقات أو مراحل فازت بها
- بطولة العالم لسباق الدراجات على الطريق

## الميداليات
| الميدالية | المسابقة                                    |
| --------- | ------------------------------------------- |
| ذهبية     | بطولة العالم لسباق الدراجات على الطريق 1958 |

## روابط خارجية
- إلسي جاكوبس على موقع أرشيف الدراجات (الإنجليزية)
- إلسي جاكوبس على موقع إحصائيات الدراجات الإحترافية (الإنجليزية)
- إلسي جاكوبس على موقع CycleBase (الإنجليزية)